# Eriosphaeria alligata
Eriosphaeria alligata är en svampart som tillhör divisionen sporsäcksvampar, och som först beskrevs av Fr., och fick sitt nu gällande namn av Pier Andrea Saccardo. Eriosphaeria alligata ingår i släktet Eriosphaeria, och familjen Trichosphaeriaceae. Arten är reproducerande i Sverige.